# Tagajo
Tagajō (Japans: 多賀城市, Tagajō-shi) is een stad in de prefectuur Miyagi op het eiland Honshu, Japan. Deze stad heeft een oppervlakte van 19,65 km² en telt begin 2008 circa 63.000 inwoners.
In Tagajō is een campus van de Tōhoku Gakuin Universiteit gevestigd.

## Geschiedenis
De naam Tagajō betekent "kasteel Taga" en verwijst naar het kasteel dat in de eerste helft van de achtste eeuw op de helling van een heuvel werd gebouwd om de macht van de centrale overheid naar het noorden uit te breiden. Het kasteel begon als militair bolwerk en werd later een administratief en cultureel centrum. In 802 nam een kasteel ca 100 km noordelijker de functie van Taga over en verloor het geleidelijk aan belang.
Tagajō werd een stad (shi) op 1 november 1971.

## Bezienswaardigheden
- Fundering van kasteel Taga. De gerestaureerde fundering van kasteel Taga bevindt zich in een park bij het Tōhoku Historisch Museum. De restanten van kasteel Taga zijn een van de drie best bewaarde gebouwen uit de Naraperiode en nationaal historisch erfgoed.

## Verkeer
Tagajō ligt aan de Tōhoku-hoofdlijn en de Senseki-lijn van de East Japan Railway Company.
Tagajō ligt aan de Sanriku-autosnelweg en aan de autowegen 45.

## Aangrenzende steden
- Sendai
- Shiogama